# Europcar
Europcar — компания по прокату автомобилей со штаб-квартирой в Париже. Компания была основана в 1949 году. Europcar по состоянию на 2024 год имела парк в 261 тыс. автомобилей. Помимо бренда Europcar используются также Goldcar, InterRent, Ubeeqo и несколько региональных брендов.

## История
Компания была основана в Париже в 1949 году под названием L’Abonnement Automobile. В 1951 году появилась ещё одна компания по прокату автомобилей, Système Europcars. В 1965 году две компании объединились под названием Compagnie Internationale Europcars. В 1970 году компания была продана концерну Renault. В 1973 году были созданы дочерние компании в Германии, Бельгии, Нидерландах и Швейцарии, в следующем году — в Италии, Великобритании, Испании, Португалии.
В 1988 году была поглощена компания InterRent; Europcar перешла под контроль концерна Volkswagen. В июне 2006 года новым владельцем Europcar стала французская инвестиционная компания Eurazeo.
В 2007 году Europcar приобрела компанию Vanguard EMEA за 670 млн евро; ей принадлежали европейские бренды проката National car rental и Alamo Rent A Car. К июлю 2011 года автопарк Europcar насчитывал 193 тысячи автомобилей. В 2014 году была приобретена каршеринговая компания Ubeeqo. В 2015 году акции Europcar были размещены на бирже Euronext Paris. В 2016 году были поглощены компании Brunel и Bluemove.
В 2017 году была куплена испанская компания Goldcar, также в этом году были приобретены Buchbinder в Германии и Guidami в Италии. В 2018 году в России открылись два первых офиса Europcar, в Москве и Санкт-Петербурге. Крупнейшим приобретением 2019 года была компания Fox Rent A Car в США. В 2022 году все акции Europcar за 2,9 млрд евро были выкуплены консорциумом Green Mobility Holding SA, который состоял из концерна Volkswagen, британской инвестиционной компании Attestor Limited и нидерландского производителя велосипедов Pon Holdings.

## Деятельность
Компания предоставляет услуги проката автомобилей под брендами Europcar, Goldcar и InterRent, а также почасового проката (каршеринга) под брендом Ubeeqo. По состоянию на 2021 год компания была представлена в 144 странах, у неё было 1146 собственных станций, ещё 510 управлялись независимыми агентами, а 1611 станций были на правах франчайзинга.
Выручка компании за 2021 год составила 2,27 млрд евро, из них 421 млн евро составили роялти от держателей франшизы.